# Jim (Comic)
Jim (auch JIM) war eine Comicheft-Reihe von Jim Woodring, welche der Künstler selbst als „Autojournal“ beschrieben hat. Stil und künstlerische Form der Reihe waren dabei bahnbrechend für die Underground-Comicszene der damaligen Zeit.

## Inhalt
Jim ist hauptsächlich eine Sammlung von autobiographischen Kurzgeschichten, die Woodring in traumartigen und surrealen Situationen zeigen. Die enthaltenen Comics decken dabei eine Vielzahl verschiedener Sujets ab. Sie illustrierten etwa Woodrings Halluzinationen, seine Erfahrungen mit Alkoholismus, Erlebnisse aus seiner Kindheit und hinduistische Vorstellungen. Ebenfalls fanden sich in Jim surrealistische Gemälde und Zeichnungen und sogenannte „Free-form“-Texte im Stile des automatischen Schreibens.
In Jim tauchte auch zum ersten Mal und bald regelmäßig die Figur Frank und alle anderen Figuren des Frank-Universums auf, die später ihre eigene Serie bekommen sollten. Weitere Figuren aus Jim sind Jim Woodring selbst (sowohl in männlicher als auch in weiblicher Version) und auch seine Familie; Pulque, ein Mexikanisch sprechendes, farbenfrohes und alkoholkrankes Monster, welches Abenteuer mit einer Bande von Teenagern erlebt und Big Red, ein brutaler und zynischer Kater, der stets sein Revier verteidigt.

## Veröffentlichung
Jim begann 1980 als eine Reihe selbstpublizierter Fanzines, bis die Reihe dann als reguläre Serie 1987 von Fantagraphics Books herausgegeben wurde. Zwischen 1987 und 1990 erschienen vier Bände (Jim Volume I). Der Verlag veröffentlichte ab Dezember 1993 bis Mai 1996 neue Geschichten (Jim Volume II), insgesamt erschienen in dieser Zeit sechs weitere Ausgaben des Comics. Ein Teil der Geschichten kam ebenfalls 1993 unter dem Titel The Book of Jim auf den Markt.

## Rezeption
1994 wurde The Book of Jim für einen Harvey Award als Best Graphic Album of Previously Released Material nominiert. Joe McCulloch zeigt sich im Rückblick immer nach davon begeistert, wie Jim für ihn die Idee von autobiographischen und journalistischen Comics maßgeblich erweitert habe („the Jim material […] exploded the idea of autobiographical or journalistic comics for me“). Die Geschichten zeigten, dass man auch Träume, das Unterbewusstsein und die eigene Fantasie als perfekte Grundlage für autobiographische Erzählungen verwenden könne („the idea that the subconscious, the imaginary, and the dreamtime state were perfectly valid terrains for autobiographical exploration“).